# س. تورنر جوي
س. تورنر جوي (بالإنجليزية: C. Turner Joy)‏ هو ضابط أمريكي، ولد في 17 فبراير 1895 في سانت لويس في الولايات المتحدة، وتوفي في 6 يونيو 1956 في سان دييغو في الولايات المتحدة.

## وصلات خارجية
- س. تورنر جوي على موقع مونزينجر (الألمانية)